# ستيركوريت
الستيركوريت (Stercorite) هو معدن النموذج المصغر للملح . اسمه جاء من الكلمة اللاتينية «براز» ، بمعنى روث، وكان اكتشاف هذا المعدن في الأصل بين ذرق الطائر (Guano) .